# 蔡時光
蔡時光，字君龙。福建晉江縣人，清朝政治人物、進士出身。

## 生平
順治十八年（1661年），登辛丑科进士，授江南長洲縣知縣，后因母老歸鄉。